# Kayabaşı, Milas
Kayabaşı là một xã thuộc huyện Milas, tỉnh Muğla, Thổ Nhĩ Kỳ. Dân số thời điểm năm 2011 là 232 người.